# Хут (Сирія)
Хут (англ. Hout, араб. حوط) — поселення в Сирії, що складає невеличку друзьку общину в нохії Аль-Карайя, яка входить до складу мінтаки Сальхад в південній сирійській мухафазі Ас-Сувейда.